# Tanytarsus ipei
Tanytarsus ipei är en tvåvingeart som beskrevs av Jai Kisahn Maheshwari 1987. Tanytarsus ipei ingår i släktet Tanytarsus och familjen fjädermyggor. Inga underarter finns listade i Catalogue of Life.